# Ханашешти (Алба)
Ханашешти (рум. Hănășești) насеље је у Румунији у округу Алба у општини Појана Вадулуј. Oпштина се налази на надморској висини од 921 m.

## Становништво
Према подацима из 2002. године у насељу је живело 96 становника, од којих су сви румунске националности.